# Maharal – Tajemství talismanu
Maharal – Tajemství talismanu je český dobrodružný film z roku 2006, scénář napsal Martin Bezouška, film režíroval Pavel Jandourek a hudbu k filmu složili Zbyněk Matějů a Petr Hapka.
Vypráví o skupině dětí – Aleně, Davidovi a Ondrovi – a skupině dospělých – hledači pokladů a Davidově dědečkovi Aaronu Cohenovi, Alenině sestře Kristině a slovenském historikovi Martinu Šimkovi, kteří se vydávají na cestu po staré Praze za ukrytým pokladem.
Film je rovněž vysílán po částech jako 5dílný seriál.

## Obsazení
| Adriana Neubauerová | Alena                |
| Tomáš Materna       | David                |
| Matyáš Valenta      | Ondra                |
| Petra Šimberová     | Veronika             |
| Barbora Seidlová    | Dr. Kristina Konečná |
| Bořivoj Navrátil    | Aaron Cohen          |
| Maroš Kramár        | Martin Šimko         |
| Miroslav Táborský   | poručík Sedláček     |
| Matěj Hádek         | ppor. PhDr. Knapp    |
| Josef Somr          | antikvář Schwarz     |
| Václav Neužil       | prodavač Petr        |
| Libuše Havelková    | Ester Hartlová       |
| Josef Polášek       | kastelán Jíša        |
| Monika Kobrová      | Jíšová               |
| Petr Bláha          | Vrzáň                |
| Iva Pazderková      | průvodkyně           |
| Radovan Lukavský    |                      |